# Аткинсон, Джейн
Джейн А́ткинсон (англ. Jayne Atkinson, род. 18 февраля 1959, Борнмут, Дорсет) — англо-американская актриса. Наиболее известна по роли Карен Хэйес в телесериале «24 часа», а также по ролям в пьесах «Продавец дождя» и «Колдовской апрель», за которые была номинирована на премию «Тони». Она также сыграла Эрин Штраус в телесериале «Мыслить как преступник» и Кэтрин Дюран в телесериале «Карточный домик».

## Ранняя жизнь и образование
Джейн Аткинсон родилась в городе Борнмут, Дорсет, Англия, однако её семья переехала в США в 1968 году, когда Джейн было девять лет. Она выросла в Голливуде, штат Флорида, и окончила школу «Пайн Крест», где она была избрана королевой выпускного в 1977 году. Она училась в Северо-Западном университете (степень бакалавра по коммуникациям, 1981), где была членом женского братства Alpha Chi Omega и „сестрой“ Лоры Иннес; и в Йельской школе драмы.

## Карьера

### Театр
После работы в региональных театрах Аткинсон появилась в офф-бродвейской постановке «Кровавой поэзии» в Манхэттенском театральном клубе в 1987 году. В том же году она дебютировала на Бродвее в возрождённом спектакле по пьесе Артура Миллера «Все мои сыновья». Впоследствии она получила главные роли во многих сценических постановках, включая «Генриха VIII», «Тру» и «Искусство успеха». Она получила премию «Драма Деск» за лучшую женскую роль в спектакле «Скрайкер» в 1996 году. Работа Аткинсон в постановке пьесы «Продавец дождя» Театральной компании в 1999 году принесла ей номинацию на премию «Тони», и её выступление в постановке «Колдовского апреля» в 2003 году принесло вторую номинацию на «Тони» и номинацию на премию «Драма Деск». В 2009 году она исполнила роль Рут Кондомайн в бродвейском возрождении спектакля по пьесе Ноэля Кауарда «Неугомонный дух», в котором были также задействованы Руперт Эверетт, Кристин Эберсоул и Анджела Лэнсбери.

### Кино
Аткинсон появилась в таких фильмах, как «Освободите Вилли», «Освободите Вилли 2: Новое приключение», «Двенадцатилетние», «Открытый чек», «Таинственный лес» и «Сириана».

### Телевидение
Имя Аткинсон появилось в титрах таких телесериалов, как «Год жизни», «Родители», «Секретные материалы» („Ужасающая симметрия“; 1995), «Закон и порядок», «Практика», «Мыслить как преступник», «24 часа», «Сплетница» и «Карточный домик» (с Кевином Спейси и мужем Майклом Гиллом). За работу в телефильме «Наш городок» актриса получила номинацию на премию «Спутник» за роль второго плана.

## Личная жизнь
С 1998 года Джейн Аткинсон замужем за актёром Майклом Гиллом, с которым у неё есть сын. Они познакомились в 1989 году во время работы в постановке пьесы «Наследница» в театре «Лонг Варф» в Нью-Хейвене, штат Коннектикут. Аткинсон снялась с мужем в телесериале «Карточный домик», хотя и не в роли пары; Гилл исполнил роль Гарретта Уокера, 45-го президента США, а Аткинсон — роль Кэтрин Дюран, государственного секретаря США.

## Фильмография
| Год       |   | Русское название                      | Оригинальное название             | Роль                          |
| --------- | - | ------------------------------------- | --------------------------------- | ----------------------------- |
| 1986—1988 | с | Год жизни                             | A Year in the Life                | Линдли Гарднер Айзенберг      |
| 1989      | с | Детективное агентство «Лунный свет»   | Moonlighting                      | Робин Фуллер                  |
| 1990—1991 | с | Родители                              | Parenthood                        | Карен Бакман                  |
| 1993      | ф | Освободите Вилли                      | Free Willy                        | Энни Гринвуд                  |
| 1994      | ф | Открытый чек                          | Blank Check                       | Сандра Уотерс                 |
| 1995      | с | Секретные материалы                   | The X-Files                       | Уилла Амброуз                 |
| 1995      | ф | Освободите Вилли 2: Новое приключение | Free Willy 2: The Adventure Home  | Энни Гринвуд                  |
| 1997      | с | Практика                              | The Practice                      | Рут Гибсон                    |
| 2000—2001 | с | Воспитание Макса Бикфорда             | The Education of Max Bickford     | Лила Ортиц                    |
| 2002      | с | Закон и порядок                       | Law & Order                       | Доктор Клэр Снайдер           |
| 2003      | ф | Наш городок                           | Our Town                          | Миссис Гиббс                  |
| 2004      | с | Новая Жанна д’Арк                     | Joan of Arcadia                   | Фрэн Монтгомери               |
| 2004      | ф | Таинственный лес                      | The Village                       | Табита Уокер                  |
| 2005      | ф | Сириана                               | Syriana                           | начальник отдела              |
| 2006      | ф | Двенадцатилетние                      | 12 and Holding                    | Эшли Карджес                  |
| 2006—2007 | с | 24 часа                               | 24                                | Карен Хейс                    |
| 2007—2014 | с | Мыслить как преступник                | Criminal Minds                    | Эрин Штраусс                  |
| 2008      | с | Закон и порядок: Специальный корпус   | Law & Order: Special Victims Unit | Марион Спрингер               |
| 2008      | с | Закон и порядок                       | Law & Order                       | Сенатор Мелани Карвер         |
| 2008      | ф | Пересчёт                              | Recount                           | Тереза Лепор                  |
| 2009      | ф | Красавчик Гарри                       | Handsome Harry                    | Жена Келли                    |
| 2010      | с | Сплетница                             | Gossip Girl                       | декан Ройтер                  |
| 2011      | с | Белый воротничок                      | White Collar                      | Хелен Андерсон                |
| 2012      | с | Голубая кровь                         | Blue Bloods                       | Шэрон Харрис                  |
| 2012      | с | Восприятие                            | Perception                        | Хелен Поулсон                 |
| 2013      | с | Последователи                         | The Following                     | мать Джейкоба                 |
| 2013—2017 | с | Карточный домик                       | House of Cards                    | Госсекретарь США Кэтрин Дюран |
| 2015      | с | Зоо-апокалипсис                       | Zoo                               | Амелия Сэйдж                  |
| 2016      | с | Хорошая жена                          | The Good Wife                     | Нора Вэлентайн                |
| 2016      | с | Медики Чикаго                         | Chicago Med                       | Лора Клей                     |